# Segunda División B 2011-2012
L'edizione 2011-2012 della Segunda División B è il trentacinquesimo campionato di calcio spagnolo di terza divisione ad avere questa denominazione. Il campionato vide la partecipazione di 80 squadre raggruppate in quattro gruppi. Le prime quattro di ogni gruppo sono ammesse ai play-off per la promozione in Segunda División mentre le ultime quattro retrocederanno in Tercera División. Sono previsti anche i play-out per le quintultime di ogni gruppo.

## Gruppo 1

### Squadre
| Squadra           | Città                      | Stadio                    |
| ----------------- | -------------------------- | ------------------------- |
| Albacete          | Albacete                   | Carlos Belmonte           |
| Alcalá            | Alcalá de Henares          | Municipal del Val         |
| Atlético Madrid B | Madrid                     | Cerro del Espino          |
| Celta Vigo B      | Vigo                       | Barreiro                  |
| Conquense         | Cuenca                     | La Fuensanta              |
| Coruxo            | Vigo                       | O Vao                     |
| Getafe B          | Getafe                     | Ciudad Deportiva          |
| La Roda           | La Roda                    | Estadio Municipal         |
| Leganés           | Leganés                    | Butarque                  |
| Lugo              | Lugo                       | Anxo Carro                |
| Marino de Luanco  | Luanco                     | Miramar                   |
| Montañeros        | La Coruña                  | Campo de Elviña Grande    |
| Oviedo            | Oviedo                     | Carlos Tartiere           |
| Rayo Vallecano B  | Madrid                     | Ciudad Deportiva          |
| Real M. Castilla  | Madrid                     | Alfredo di Stéfano        |
| Sporting Gijón B  | Gijón                      | Mareo                     |
| S.S. Reyes        | San Sebastián de los Reyes | Matapiñoneras             |
| Tenerife          | Tenerife                   | Heliodoro Rodríguez López |
| Toledo            | Toledo                     | Salto del Caballo         |
| Vecindario        | Santa Lucía de Tirajana    | Municipal de Vecindario   |

### Classifica
|  |     | Classifica parziale 2011-2012 | Pti | G  | V  | N  | P  | GF | GS | DR  |
|  | --- | ----------------------------- | --- | -- | -- | -- | -- | -- | -- | --- |
|  | 1.  | Real M. Castilla              | 78  | 38 | 23 | 9  | 6  | 77 | 36 | +41 |
|  | 2.  | Tenerife                      | 64  | 38 | 18 | 10 | 10 | 51 | 32 | +19 |
|  | 3.  | Lugo                          | 64  | 38 | 16 | 16 | 6  | 55 | 41 | +14 |
|  | 4.  | Albacete                      | 63  | 38 | 18 | 9  | 11 | 56 | 37 | +19 |
|  | 5.  | Atlético Madrid B             | 60  | 38 | 15 | 15 | 8  | 58 | 38 | +20 |
|  | 6.  | Oviedo                        | 60  | 38 | 18 | 6  | 14 | 50 | 43 | +7  |
|  | 7.  | Rayo Vallecano B              | 56  | 38 | 16 | 8  | 14 | 53 | 49 | +4  |
|  | 8.  | Getafe B                      | 53  | 38 | 14 | 11 | 13 | 60 | 63 | -3  |
|  | 9.  | La Roda                       | 49  | 38 | 13 | 10 | 15 | 44 | 45 | –1  |
|  | 10. | Sporting Gijón B              | 48  | 38 | 11 | 15 | 12 | 42 | 45 | –3  |
|  | 11. | Coruxo                        | 46  | 38 | 11 | 13 | 14 | 37 | 48 | –11 |
|  | 12. | Marino de Luanco              | 45  | 38 | 11 | 12 | 15 | 40 | 53 | –13 |
|  | 13. | Leganés                       | 45  | 38 | 10 | 15 | 13 | 50 | 50 | 0   |
|  | 14. | Alcalá                        | 44  | 38 | 9  | 17 | 12 | 40 | 47 | –7  |
|  | 15. | S.S. Reyes                    | 44  | 38 | 11 | 11 | 16 | 36 | 47 | –11 |
|  | 16. | Conquense                     | 44  | 38 | 9  | 17 | 12 | 44 | 41 | +3  |
|  | 17. | Toledo                        | 42  | 38 | 10 | 12 | 16 | 37 | 42 | –5  |
|  | 18. | Montañeros                    | 40  | 38 | 10 | 10 | 18 | 44 | 63 | –19 |
|  | 19. | Vecindario                    | 39  | 38 | 10 | 9  | 19 | 37 | 66 | –29 |
|  | 20. | Celta Vigo B                  | 38  | 38 | 9  | 11 | 18 | 42 | 67 | –25 |

### Classifica cannonieri
| Giocatore        | Goal | Squadra          |
| ---------------- | ---- | ---------------- |
| Joselu Sanmartín | 19   | Real M. Castilla |
| Rubén Rivera     | 18   | Montañeros       |
| Jota Peleteiro   | 16   | Celta Vigo B     |
| Jorge Perona     | 16   | Tenerife         |
| Jon Uriarte      | 15   | Getafe B         |

## Gruppo 2

### Squadre
| Squadra              | Città             | Stadio                                |
| -------------------- | ----------------- | ------------------------------------- |
| Alavés               | Vitoria           | Mendizorrotza                         |
| Amorebieta           | Amorebieta-Etxano | Urritxe                               |
| Arandina             | Aranda de Duero   | El Montecillo                         |
| Bilbao Athletic      | Bilbao            | Lezama                                |
| Burgos               | Burgos            | El Plantío                            |
| Eibar                | Eibar             | Ipurua                                |
| Gimnástica Segoviana | Segovia           | La Albuera                            |
| Guijuelo             | Guijuelo          | Municipal de Guijuelo                 |
| Lemona               | Lemoa             | Arlonagusia                           |
| UD Logroñés          | Logroño           | Las Gaunas                            |
| Mirandés             | Miranda de Ebro   | Anduva                                |
| Osasuna B            | Pamplona          | Tajonar                               |
| Palencia             | Palencia          | La Balastera                          |
| Ponferradina         | Ponferrada        | El Toralín                            |
| Real Sociedad B      | San Sebastián     | Zubieta                               |
| Real Unión           | Irun              | Stadium Gal                           |
| Salamanca UDS        | Salamanca         | El Helmántico                         |
| Sestao River         | Sestao            | Las Llanas                            |
| Torrelavega          | Torrelavega       | Santa Ana (2011) Nuevo Malecón (2012) |
| Zamora CF            | Zamora            | Ruta de la Plata                      |

### Classifica
|  |     | Classifica parziale 2011-2012 | Pti | G  | V  | N  | P  | GF | GS | DR  |
|  | --- | ----------------------------- | --- | -- | -- | -- | -- | -- | -- | --- |
|  | 1.  | Mirandés                      | 82  | 38 | 23 | 13 | 2  | 55 | 22 | +33 |
|  | 2.  | Ponferradina                  | 74  | 38 | 22 | 8  | 8  | 65 | 34 | +31 |
|  | 3.  | Eibar                         | 66  | 38 | 17 | 15 | 6  | 46 | 35 | +11 |
|  | 4.  | Amorebieta                    | 62  | 38 | 16 | 14 | 8  | 50 | 35 | +15 |
|  | 5.  | UD Logroñés                   | 60  | 38 | 17 | 9  | 12 | 52 | 38 | +14 |
|  | 6.  | Alavés                        | 59  | 38 | 14 | 17 | 7  | 64 | 39 | +25 |
|  | 7.  | Guijuelo                      | 58  | 38 | 16 | 10 | 12 | 45 | 44 | +1  |
|  | 8.  | Bilbao Athletic               | 55  | 38 | 14 | 13 | 11 | 47 | 39 | +8  |
|  | 9.  | Salamanca UDS                 | 52  | 38 | 14 | 10 | 14 | 50 | 48 | +2  |
|  | 10. | Sestao River                  | 51  | 38 | 14 | 9  | 15 | 52 | 52 | 0   |
|  | 11. | Zamora CF                     | 49  | 38 | 12 | 13 | 13 | 41 | 37 | +4  |
|  | 12. | Real Sociedad B               | 48  | 38 | 13 | 9  | 16 | 50 | 52 | –2  |
|  | 13. | Osasuna B                     | 48  | 38 | 13 | 9  | 16 | 49 | 56 | –7  |
|  | 14. | Real Unión                    | 48  | 38 | 12 | 12 | 14 | 45 | 43 | +2  |
|  | 15. | Torrelavega                   | 46  | 38 | 12 | 10 | 16 | 40 | 50 | –10 |
|  | 16. | Palencia                      | 46  | 38 | 12 | 10 | 16 | 32 | 46 | –14 |
|  | 17. | Arandina                      | 39  | 38 | 9  | 12 | 17 | 38 | 52 | –14 |
|  | 18. | Gimnástica Segoviana          | 30  | 38 | 7  | 9  | 22 | 40 | 70 | –30 |
|  | 19. | Lemona                        | 29  | 38 | 6  | 11 | 21 | 26 | 60 | –34 |
|  | 20. | Burgos                        | 28  | 38 | 7  | 7  | 24 | 29 | 60 | –31 |

### Classifica Cannonieri
| Giocatore      | Goal | Squadra      |
| -------------- | ---- | ------------ |
| Diego Cervero  | 20   | UD Logroñés  |
| Yuri de Souza  | 18   | Ponferradina |
| Roberto Torres | 16   | Osasuna B    |
| Pablo Infante  | 13   | Mirandés     |
| Jon Etxaniz    | 13   | Sestao River |

## Gruppo 3

### Squadre
| Squadra           | Città                     | Stadio                |
| ----------------- | ------------------------- | --------------------- |
| Andorra           | Andorra                   | Juan Antonio Endeiza  |
| Atlético Baleares | Palma di Maiorca          | Balear                |
| Badalona          | Badalona                  | Camp del Centenari    |
| Dénia             | Dénia                     | Camp Nou              |
| Gandía            | Gandía                    | Guillermo Olagüe      |
| Huracán Valencia  | Manises                   | Municipal de Manises  |
| L'Hospitalet      | L'Hospitalet de Llobregat | Feixa Llarga          |
| Llagostera        | Llagostera                | Estadi Municipal      |
| Lleida            | Lleida                    | Camp d'Esports        |
| Maiorca B         | Palma di Maiorca          | Ciudad Deportiva      |
| Manacor           | Manacor                   | Na Capellera          |
| Olímpic Xàtiva    | Xàtiva                    | La Murta              |
| Ontinyent         | Ontinyent                 | El Clariano           |
| Orihuela          | Orihuela                  | Los Arcos             |
| Reus              | Reus                      | Camp Nou Municipal    |
| Sant Andreu       | Barcellona                | Narcís Sala           |
| Sporting Mahonés  | Mahón                     | Municipal de Bintaufa |
| Teruel            | Teruel                    | Campo de Pinilla      |
| Valencia Mestalla | Valencia                  | Paterna               |
| Real Saragozza B  | Saragozza                 | Ciudad Deportiva      |

### Classifica
|  |     | Classifica parziale 2011-2012 | Pti | G  | V  | N  | P  | GF | GS | DR  |
|  | --- | ----------------------------- | --- | -- | -- | -- | -- | -- | -- | --- |
|  | 1.  | Atlético Baleares             | 72  | 38 | 21 | 9  | 8  | 65 | 39 | +26 |
|  | 2.  | Orihuela                      | 68  | 38 | 18 | 14 | 6  | 50 | 33 | +17 |
|  | 3.  | Huracán Valencia              | 66  | 38 | 18 | 12 | 8  | 48 | 30 | +18 |
|  | 4.  | Badalona                      | 65  | 38 | 18 | 11 | 9  | 48 | 26 | +22 |
|  | 5.  | Llagostera                    | 64  | 38 | 18 | 10 | 10 | 44 | 28 | +16 |
|  | 6.  | L'Hospitalet                  | 62  | 38 | 17 | 11 | 10 | 46 | 34 | +12 |
|  | 7.  | Lleida                        | 59  | 38 | 16 | 11 | 11 | 50 | 40 | +10 |
|  | 8.  | Reus                          | 57  | 38 | 15 | 12 | 11 | 43 | 37 | +6  |
|  | 9.  | Olímpic Xàtiva                | 57  | 38 | 15 | 12 | 1  | 41 | 28 | +13 |
|  | 10. | Sant Andreu                   | 53  | 38 | 14 | 11 | 13 | 47 | 44 | +3  |
|  | 11. | Teruel                        | 52  | 38 | 12 | 16 | 10 | 45 | 43 | +2  |
|  | 12. | Maiorca B                     | 51  | 38 | 14 | 9  | 15 | 49 | 47 | +2  |
|  | 13. | Valencia Mestalla             | 50  | 38 | 13 | 11 | 14 | 52 | 54 | –2  |
|  | 14. | Ontinyent                     | 49  | 38 | 13 | 10 | 15 | 39 | 44 | –5  |
|  | 15. | Dénia                         | 47  | 38 | 13 | 8  | 17 | 39 | 38 | +1  |
|  | 16. | Real Saragozza B              | 44  | 38 | 11 | 11 | 16 | 46 | 60 | –14 |
|  | 17. | Andorra                       | 40  | 38 | 11 | 7  | 20 | 40 | 55 | –15 |
|  | 18. | Gandía                        | 37  | 38 | 8  | 13 | 17 | 34 | 49 | –15 |
|  | 19. | Manacor                       | 24  | 38 | 6  | 6  | 26 | 39 | 74 | –35 |
|  | 20. | Sporting Mahonés 1            | 16  | 38 | 5  | 4  | 29 | 13 | 75 | –62 |

- 1 Allo Sporting Mahonés sono stati tolti 3 punti ed esclusa dal campionato per non essersi presentata per due partite di fila.

### Classifica cannonieri
| Giocatore       | Goal | Squadra           |
| --------------- | ---- | ----------------- |
| Jesús Perera    | 23   | Atlético Baleares |
| Alberto Morales | 15   | Andorra           |
| Nico Rubio      | 14   | Manacor           |
| Marc Jiménez    | 14   | Sant Andreu       |
| Ibán Espadas    | 14   | Orihuela          |

## Gruppo 4

### Squadre
| Squadra             | Città                     | Stadio                             |
| ------------------- | ------------------------- | ---------------------------------- |
| Almería B           | Almería                   | Juan Rojas Giochi del Mediterraneo |
| Badajoz             | Badajoz                   | Nuevo Vivero                       |
| Betis B             | Siviglia                  | Ciudad Deportiva                   |
| Cacereño            | Cáceres                   | Príncipe Felipe                    |
| Cadice              | Cadice                    | Ramón de Carranza                  |
| Ceuta               | Ceuta                     | Alfonso Murube                     |
| Écija               | Écija                     | San Pablo                          |
| La Unión            | La Unión                  | Polideportivo Municipal            |
| Linense             | La Línea de la Concepción | Municipal de La Línea              |
| Lorca Atlético      | Lorca                     | Francisco Artés Carrasco           |
| Lucena              | Lucena                    | Municipal de Lucena                |
| Melilla             | Melilla                   | Álvarez Claro                      |
| Poli Ejido          | El Ejido                  | Municipal Santo Domingo            |
| Real Jaén           | Jaén                      | Nuevo La Victoria                  |
| CD Puertollano      | Puertollano               | Ciudad de Puertollano              |
| Roquetas            | Roquetas de Mar           | Antonio Peroles                    |
| San Roque           | Lepe                      | Municipal de Lepe                  |
| Siviglia Atlético   | Siviglia                  | Ciudad Deportiva                   |
| Sporting Villanueva | Villanueva del Fresno     | Estadio Municipal                  |
| Villanovense        | Villanueva de la Serena   | Romero Cuerda                      |

### Classifica
|  |     | Classifica parziale 2011-2012 | Pti | G  | V  | N  | P  | GF | GS | DR  |
|  | --- | ----------------------------- | --- | -- | -- | -- | -- | -- | -- | --- |
|  | 1.  | Cadice                        | 76  | 38 | 21 | 13 | 4  | 62 | 23 | +39 |
|  | 2.  | Linense                       | 72  | 38 | 21 | 9  | 8  | 57 | 33 | +24 |
|  | 3.  | Lucena                        | 72  | 38 | 21 | 9  | 8  | 53 | 30 | +23 |
|  | 4.  | Real Jaén                     | 70  | 38 | 19 | 13 | 6  | 48 | 31 | +17 |
|  | 5.  | Melilla                       | 64  | 38 | 18 | 10 | 10 | 50 | 33 | +17 |
|  | 6.  | San Roque                     | 61  | 38 | 18 | 7  | 13 | 43 | 35 | +8  |
|  | 7.  | Cacereño                      | 61  | 38 | 15 | 16 | 7  | 48 | 33 | +15 |
|  | 8.  | Betis B                       | 59  | 38 | 18 | 5  | 15 | 58 | 59 | –1  |
|  | 9.  | Villanovense                  | 58  | 38 | 17 | 7  | 14 | 53 | 52 | +1  |
|  | 10. | Siviglia Atlético             | 55  | 38 | 15 | 10 | 13 | 56 | 45 | +11 |
|  | 11. | CD Puertollano                | 51  | 38 | 13 | 12 | 13 | 46 | 49 | –3  |
|  | 12. | Badajoz                       | 50  | 38 | 14 | 8  | 16 | 60 | 58 | +2  |
|  | 13. | Almería B                     | 50  | 38 | 13 | 11 | 14 | 50 | 60 | –10 |
|  | 14. | Ceuta                         | 49  | 38 | 13 | 10 | 15 | 47 | 49 | –2  |
|  | 15. | Écija                         | 46  | 38 | 11 | 13 | 14 | 33 | 36 | –3  |
|  | 16. | Lorca Atlético                | 42  | 38 | 10 | 12 | 16 | 39 | 53 | –14 |
|  | 17. | Roquetas                      | 41  | 38 | 11 | 8  | 19 | 34 | 55 | –21 |
|  | 18. | La Unión                      | 38  | 38 | 10 | 8  | 20 | 33 | 49 | –16 |
|  | 19. | Sporting Villanueva 2 (R)     | 14  | 38 | 2  | 11 | 25 | 16 | 42 | –26 |
|  | 20. | Poli Ejido 3 (R)              | 7   | 38 | 2  | 4  | 32 | 13 | 75 | –62 |

- 2 Allo Sporting Villanueva sono stati tolti tre punti ed esclusa dal campionato per non essersi presentata per due partite di fila.
- 3 Al Poli Ejido sono stati tolti tre punti ed esclusa dal campionato per non essersi presentata per due partite di fila.

### Classifica cannonieri
| Giocatore       | Goal | Squadra           |
| --------------- | ---- | ----------------- |
| Hiroshi Ibusuki | 20   | Siviglia Atlético |
| Guzmán Casaseca | 15   | Ceuta             |
| Hugo Salamanca  | 13   | Lorca Atlético    |
| Chota Mohand    | 13   | Melilla           |
| Hugo Díaz       | 13   | Lucena            |

## Play-off
Le vincenti dei quattro gruppi hanno la possibilità di essere promosse direttamente e diventare campioni della Segunda División B. Le vincenti delle semifinali saranno promosse in Segunda División e si giocano il titolo di campioni. Le perdenti giocano i play-off per gli ultimi 2 posti a disposizione.
Le seconde sfideranno una delle quarte degli altri gironi, mentre le terze si sfideranno tra loro. Le vincenti superano il turno e si aggiungono alle perdenti delle due semifinali giocate tra le vincenti dei gruppi. Le due vincenti vengono promosse in Segunda División.

### Vincitrici dei gruppi

#### Semifinali
| Squadra 1 | Totale | Squadra 2         | Andata | Ritorno |
| --------- | ------ | ----------------- | ------ | ------- |
| Mirandés  | 3 - 1  | Atlético Baleares | 1 - 0  | 2 - 1   |
| Cadice    | 1 - 8  | Real M. Castilla  | 0 - 3  | 1 - 5   |

##### Andata
| Arbitro: | Luis Miguel Vallejo Aznar |

|            |           |  |
| Mújika 50’ | Marcatori |  |

| Arbitro: | David Jiménez Moreno |

|  |           |                           |
|  | Marcatori | 16’ 32’ Joselu 81’ Morata |

##### Ritorno
| Arbitro: | Juan Luis Pulido Santana |

|            |           |                                             |
| Angulo 56’ | Marcatori | 82’ (rig.) Infante 90’ (aut.) David Sánchez |

| Arbitro: | Sergio Usón Rosel |

|                                                  |           |            |
| Jesé 10’ Mosquera 38’, 80’ Joselu 56’ Morata 83’ | Marcatori | 74’ de Coz |

##### Verdetti
- Mirandés e  Real Madrid Castilla promosse in Segunda División.

#### Finale
| Squadra 1        | Totale | Squadra 2 | Andata | Ritorno |
| ---------------- | ------ | --------- | ------ | ------- |
| Real M. Castilla | 6 - 0  | Mirandés  | 3 - 0  | 3 - 0   |

##### Andata
| Arbitro: | David Jesús Pinto Herrera |

|                          |           |  |
| Joselu 44’, 71’ Jesé 62’ | Marcatori |  |

##### Ritorno
| Arbitro: | Heriberto Ramos Rodríguez |

|  |           |                                  |
|  | Marcatori | 4’ Morata 42’, 87’ (rig.) Joselu |

### Piazzate

#### Primo Turno
| Squadra 1        | Totale            | Squadra 2    | Andata | Ritorno |
| ---------------- | ----------------- | ------------ | ------ | ------- |
| Albacete         | 2 - 1             | Orihuela     | 1 - 1  | 1 - 0   |
| Badalona         | 2 - 3             | Tenerife     | 1 - 1  | 1 - 3   |
| Amorebieta       | 2 - 3             | Linense      | 1 - 1  | 1 - 2   |
| Real Jaén        | 2 - 3             | Ponferradina | 2 - 1  | 0 - 2   |
| Huracán Valencia | 0 - 0 (2 - 4 dcr) | Lucena       | 0 - 0  | 0 - 0   |
| Lugo             | 1 - 0             | Eibar        | 1 - 0  | 0 - 0   |

##### Andata
| Arbitro: | Jorge Figueroa Vázquez |

|             |           |             |
| Granell 55’ | Marcatori | 25’ Espadas |

| Arbitro: | Óscar Marín Álvarez |

|                  |           |          |
| Goikoetxea 45+1’ | Marcatori | 88’ Zazo |

| Arbitro: | Valentín Pizarro Gómez |

|             |           |          |
| Alberdi 41’ | Marcatori | 3’ Chico |

| Arbitro: | Francisco Villena Contreras |

|                             |           |            |
| Samuel 56’ (aut.) López 60’ | Marcatori | 69’ Acorán |

| Manises 20 maggio 2012, ore 18:00 CEST | Huracán Valencia    | 0 – 0 referto | Lucena | Estadio Polideportivo Municipal (1.600 spett.)\| Arbitro: \| Víctor Pérez Peraza \| |
| Arbitro:                               | Víctor Pérez Peraza |               |        |                                                                                     |

| Arbitro: | Adrián Cordero Vega |

|               |           |  |
| Belencoso 74’ | Marcatori |  |

##### Ritorno
| Arbitro: | Gustavo Rebollo López |

|  |           |                  |
|  | Marcatori | 28’ (aut.) Fleky |

| Arbitro: | Hugo José López Puerta |

|                                  |           |              |
| Bravo 36’ Aridane 48’ Chechu 79’ | Marcatori | 59’ Ceballos |

| Arbitro: | Francisco José Hernández Maeso |

|                       |           |                  |
| Ocaña 40’, 71’ (rig.) | Marcatori | 3’ Muñozguren 3’ |

| Arbitro: | José Antonio López Toca |

|                    |           |  |
| Mateo 24’ Yuri 52’ | Marcatori |  |

| Arbitro: | Alfonso Vicente Moral |

|                                       |                      |                          |
| Lara Armero De la Cuesta Lanza Germán | Tiri di rigore 4 – 2 | Amarilla Fas Omar Powell |

| Eibar 26 maggio 2012, ore 20:15 CEST | Eibar                | 0 – 0 referto | Lugo | Municipal de Ipurua (2.616 spett.)\| Arbitro: \| Víctor Areces Franco \| |
| Arbitro:                             | Víctor Areces Franco |               |      |                                                                          |

#### Secondo Turno
| Squadra 1 | Totale            | Squadra 2         | Andata | Ritorno |
| --------- | ----------------- | ----------------- | ------ | ------- |
| Albacete  | 0 - 0 (3 - 4 dcr) | Cadice            | 0 - 0  | 0 - 0   |
| Lugo      | 3 - 1             | Atlético Baleares | 3 - 1  | 0 - 0   |
| Lucena    | 2 - 4             | Ponferradina      | 2 - 1  | 0 - 3   |
| Linense   | 2 - 4             | Tenerife          | 0 - 1  | 2 - 3   |

##### Andata
| Arbitro: | Carlos Alberto Carbonell Hernández |

|                |           |          |
| Vacas 42’, 74’ | Marcatori | 33’ Yuri |

| Arbitro: | Carlos Sánchez Laso |

|                                      |           |          |
| Quero 17’ Belencoso 20’ Belforti 57’ | Marcatori | 87’ Dani |

| Arbitro: | Alfonso Melgares De Aguilar Fernández |

|  |           |                   |
|  | Marcatori | 40’ (aut.) Pagola |

| Albacete 3 giugno 2012, ore 20:00 CEST | Albacete               | 0 – 0 referto | Cadice | Stadio Carlos Belmonte (10.581 spett.)\| Arbitro: \| Pablo González Fuertes \| |
| Arbitro:                               | Pablo González Fuertes |               |        |                                                                                |

##### Ritorno
| Arbitro: | Iosu Galech Apezteguía |

|                               |           |  |
| Yuri 10’ Acorán 53’ Dídac 90’ | Marcatori |  |

| Palma di Maiorca 10 giugno 2012, ore 12:00 CEST | Atlético Baleares     | 0 – 0 referto | Lugo | Stadio Balear\| Arbitro: \| Julio Fermín Leo Ollo \| |
| Arbitro:                                        | Julio Fermín Leo Ollo |               |      |                                                      |

| Arbitro: | Aitor Gorostegui Fernández-Ortega |

|                        |           |                    |
| Kike 2’, 88’ Bravo 40’ | Marcatori | 17’, 41’ Hernández |

| Arbitro: | David Pérez Pallas |

|                                          |                      |                                        |
| Ferreiro Murillo Dioni Óscar Pérez Yuste | Tiri di rigore 4 – 3 | Núñez Molina Calle Curto Álex Colorado |

#### Terzo Turno
| Squadra 1    | Totale            | Squadra 2 | Andata | Ritorno |
| ------------ | ----------------- | --------- | ------ | ------- |
| Lugo         | 4 - 4 (3 - 2 dcr) | Cadice    | 3 - 1  | 1 - 3   |
| Ponferradina | 3 - 1             | Tenerife  | 1 - 0  | 2 - 1   |

##### Andata
| Lugo 17 giugno 2012, ore 19:00 CEST                                          | Lugo      | 3 – 1     | Cadice | Estadio Anxo Carro |
| \| \| \| \| \| Pita 13’ Belencoso 34’ Quero 67’ \| Marcatori \| 81’ Pérez \| |           |           |        |                    |
|                                                                              |           |           |        |                    |
| Pita 13’ Belencoso 34’ Quero 67’                                             | Marcatori | 81’ Pérez |        |                    |

| Ponferrada 17 giugno 2012, ore 20:000 CEST        | Ponferradina | 1 – 0 | Tenerife | Estadio El Toralín |
| \| \| \| \| \| Yuri 45’ (rig.) \| Marcatori \| \| |              |       |          |                    |
|                                                   |              |       |          |                    |
| Yuri 45’ (rig.)                                   | Marcatori    |       |          |                    |

##### Ritorno
| Arbitro: | Ignacio Hermosilla Alaña |

|                                       |                      |                                   |
| Ferreiro 13’ Dioni 46’ Juanjo 63’     | Marcatori            | 29’ Monti                         |
| Ferreiro Góngora Akinsola Cases Yuste | Tiri di rigore 2 – 3 | Pita Belforti Luismi Berodia Manu |

| Arbitro: | Vicente Gil Coscolla |

|                |           |                    |
| Kiko Ratón 89’ | Marcatori | 49’ Yuri 69’ Didac |

## Play-out
| Squadra 1        | Totale | Squadra 2      | Andata | Ritorno |
| ---------------- | ------ | -------------- | ------ | ------- |
| Real Saragozza B | 4 - 0  | Conquense      | 1 - 0  | 3 - 0   |
| Palencia         | 3 - 1  | Lorca Atlético | 2 - 0  | 1 - 1   |

### Andata
| Arbitro: | David Medie Jiménez |

|                   |           |  |
| Fran González 87’ | Marcatori |  |

| Arbitro: | Gorka Sagués Oscoz |

|                         |           |  |
| Jandro 50’ Durántez 63’ | Marcatori |  |

### Ritorno
| Arbitro: | Alonso Vizuete Sánchez |

|  |           |                                   |
|  | Marcatori | 23’ Jorge 34’ Carreño 86’ Montero |

| Arbitro: | Iván González González |

|              |           |            |
| Campillo 44’ | Marcatori | 89’ Carril |

#### Verdetti
- Conquense e  Lorca Atlético retrocedono in Tercera División.